# Convenció de Viena sobre successió d'Estats en matèria de Tractats
El Conveni de Viena sobre la successió d'Estat en matèria de tractats o, abreujadament, Conveni de Viena, és un tractat internacional promulgat el 1978 a Viena que té per objectiu regular les normes de la successió d'estats. Va ser adoptat en part com a resposta a la profunda transformació de la comunitat internacional generada pel procés de descolonització i per continuar en la línia de regulació internacional engegada el 1969 amb el Convenció de Viena sobre el Dret dels Tractats.
Entre les seves disposicions s'estableix que els estats post-colonials independitzats estan subjectes a la norma de "començar de nou", de manera que el nou estat no hereta les obligacions dels tractats de la potència colonial (article 16).
Aquest tractat ha estat controvertit en gran part perquè fa diferències entre els "nous estats independents" (un eufemisme per referir-se a les antigues colònies) i els "casos de separació de parts d'un Estat" (un eufemisme per referir-se als nous estats d'un altre tipus).
L'article 16 estableix que els "nous estats independents", és a dir els estats post-colonials independitzats, estan subjectes a la norma de "començar de nou", de manera que el nou estat no hereta les obligacions dels tractats de la potència colonial, mentre que els "altres nous estats" definits a l'article 34 que continuen subjectes a les obligacions dels convenis de l'Estat de la qual es van separar. D'altra banda, l'article 17 estableix que els nous estats independents poden unir-se als tractats multilaterals de què els antics colonitzadors eren membres sense el consentiment de les altres parts en la majoria de casos, mentre que l'article 9 estableix que tots els altres nous estats només poden subscriure tractats multilaterals en què el seu estats predecessor era una part amb el consentiment de les altres parts.

## Història
El conveni de 1978 no va entrar en vigor fins a 1996, quan va obtenir les 15 manifestacions de consentiment necessàries. En aquell moment havien transcorregut gairebé 18 anys des de la seva aprovació. L'entrada en vigor només es va aconseguir gràcies al fet que, entre 1991 i 1996, Bòsnia i Hercegovina, Croàcia, Estònia, Eslovàquia, Eslovènia, l'antiga República Iugoslava de Macedònia (avui, Macedònia del Nord), i Ucraïna es van adherir al conveni de 1978 o es van convertir en parts successores en el Tractat. Això no és d'estranyar, ja que, en la seva condició d'estats nous, probablement van considerar que el conveni els resultaria útil. Estònia es va incloure com a Estat nou tot i que en realitat havia recuperat la seva anterior condició d'estat. No obstant això, atès que durant 50 anys havia format part de facto de la Unió Soviètica, havia d'enfrontar a problemes successoris nous.

## Països signants
El conveni s'ha ratificat en 22 països: Bòsnia i Hercegovina, Croàcia, Xipre, República Txeca, Dominica, Equador, Egipte, Estònia, Etiòpia, l'Iraq, Libèria, Moldàvia, Montenegro, Marroc, Saint Vincent i les Grenadines, Sèrbia, Seychelles, Eslovàquia, Eslovènia, Macedònia del Nord, Tunísia, i Ucraïna.
Els estats que han signat però encara no han ratificat el tractat són: Perú, Xile, Paraguai, Uruguai, Brasil, Senegal, Costa d'Ivori, Níger, Angola, República Democràtica del Congo, Madagascar, Pakistan, Vaticà i Polònia.